# Acanthomyops creightoni
Acanthomyops creightoni är en myrart som beskrevs av Scott L. Wing 1968. Acanthomyops creightoni ingår i släktet Acanthomyops och familjen myror. Inga underarter finns listade i Catalogue of Life.